# Badminton 1936
Höhepunkt des Badmintonjahres 1936 waren die All England, die Irish Open, die Scottish Open und die French Open.
==Internationale Veranstaltungen ==
| Veranstaltung | Herreneinzel     | Dameneinzel      | Herrendoppel                            | Damendoppel                         | Mixed                           |
| ------------- | ---------------- | ---------------- | --------------------------------------- | ----------------------------------- | ------------------------------- |
| All England   | Frank Chesterton | Meriel Lucas     | Henry Norman Marrett George Alan Thomas | Mary K. Bateman Meriel Lucas        | Guy Sautter Dorothy Cundall     |
| French Open   | Ian Maconachie   | Marian Horsley   | Ian Maconachie K. Smedley               | Margaret Tragett Marian Horsley     | Ian Maconachie Marian Horsley   |
| Irish Open    | Ralph Nichols    | Thelma Kingsbury | Ian Maconachie James Rankin             | Marian Horsley Betty Uber           | Donald C. Hume Betty Uber       |
| Scottish Open | C. H. Whittaker  | Thelma Kingsbury | Thomas Boyle James Rankin               | Marjorie Henderson Thelma Kingsbury | Ian Maconachie Thelma Kingsbury |